# 东营市
东营市是中华人民共和国山东省下辖的地级市，位于山东省北部。市境西界滨州市，南邻淄博市、潍坊市，东滨莱州湾，北临渤海湾。地处黄河三角洲，地势西南高，东北低。黄河自西往东横贯全境注入渤海，黄河以南属淮河流域，有小清河、支脉河、广利河等；黄河以北属海河流域，有潮河、马新河、沾利河等。市人民政府驻东营区府前大街77号。
东营市是因胜利油田而兴起的石油工业城市，是中国黄河三角洲中心城市、中国重要的石油基地，亦是山东半岛城市群成员、国家卫生城市、全国文明城市。

## 历史
关于今东营市辖域在1961年前的历史，请见§滨州市历史。
1961年4月，华北石油勘探处在广饶县辛店公社东营村附近打成第一口勘探井——华八井。1962年9月23日，在东营构造上打的营2井获日产555吨油流，为当时全国日产量最高，为此而得名“九二三厂”，即后来的胜利油田。1965年3月，为支援华北石油会战，惠民地委决定成立县级工作机构——中共惠民地区东营工作委员会和东营办事处，无行政辖区，只统辖为服务矿区而新组建的商业、金融、邮电等机构。
为更好地发展胜利油田、开发建设黄河三角洲，1982年8月，山东省向国务院请示成立地级东营市；11月10日获国务院批复，划原惠民地区的垦利、利津2县，广饶县的4个公社，沾化县的4个公社，博兴县的1个公社和3个大队，成立东营市。1983年8月30日，国务院批复，广饶县划归东营市。1983年10月15日，东营市正式挂牌成立，辖东营、牛庄、河口3个区，广饶、利津、垦利3个县。
1987年6月，牛庄区并入东营区。2016年8月，垦利撤县设区。

## 地理
东营市地处山东北部的黄河三角洲地区，黄河在东营市境内流入渤海。东营市坐标为北纬36°55′～38°10′，东经118°07′～119°10′。东、北临渤海，西与滨州市毗邻，南与淄博市、潍坊市接壤。南北最大纵距123公里，东西最大横距74公里，面积7923平方公里。
黄河东营段上起滨州界，自西南向东北贯穿东营市全境，在垦利东北部注入渤海，长138公里。黄河水径流量年际变化大，年内分配不均，含沙量大。
| 东营市气象数据（1971年至2000年） | 东营市气象数据（1971年至2000年） | 东营市气象数据（1971年至2000年） | 东营市气象数据（1971年至2000年） | 东营市气象数据（1971年至2000年） | 东营市气象数据（1971年至2000年） | 东营市气象数据（1971年至2000年） | 东营市气象数据（1971年至2000年） | 东营市气象数据（1971年至2000年） | 东营市气象数据（1971年至2000年） | 东营市气象数据（1971年至2000年） | 东营市气象数据（1971年至2000年） | 东营市气象数据（1971年至2000年） | 东营市气象数据（1971年至2000年） |
| 月份                             | 1月                              | 2月                              | 3月                              | 4月                              | 5月                              | 6月                              | 7月                              | 8月                              | 9月                              | 10月                             | 11月                             | 12月                             | 全年                             |
| -------------------------------- | -------------------------------- | -------------------------------- | -------------------------------- | -------------------------------- | -------------------------------- | -------------------------------- | -------------------------------- | -------------------------------- | -------------------------------- | -------------------------------- | -------------------------------- | -------------------------------- | -------------------------------- |
| 历史最高温 °C（°F）              | 15.2 (59.4)                      | 22.8 (73.0)                      | 26.0 (78.8)                      | 34.0 (93.2)                      | 40.7 (105.3)                     | 39.3 (102.7)                     | 40.3 (104.5)                     | 38.5 (101.3)                     | 36.1 (97.0)                      | 32.6 (90.7)                      | 26.3 (79.3)                      | 21.0 (69.8)                      | 40.7 (105.3)                     |
| 平均高温 °C（°F）                | 2.5 (36.5)                       | 5.1 (41.2)                       | 11.5 (52.7)                      | 20.1 (68.2)                      | 25.9 (78.6)                      | 29.9 (85.8)                      | 31.2 (88.2)                      | 30.3 (86.5)                      | 26.5 (79.7)                      | 20.4 (68.7)                      | 12.1 (53.8)                      | 5.1 (41.2)                       | 18.4 (65.1)                      |
| 日均气温 °C（°F）                | −2.6 (27.3)                      | −0.3 (31.5)                      | 5.7 (42.3)                       | 13.7 (56.7)                      | 19.7 (67.5)                      | 24.3 (75.7)                      | 26.8 (80.2)                      | 26.1 (79.0)                      | 21.5 (70.7)                      | 14.9 (58.8)                      | 6.8 (44.2)                       | 0.1 (32.2)                       | 13.1 (55.6)                      |
| 平均低温 °C（°F）                | −6.3 (20.7)                      | −4.2 (24.4)                      | 1.3 (34.3)                       | 8.6 (47.5)                       | 14.4 (57.9)                      | 19.6 (67.3)                      | 23.1 (73.6)                      | 22.6 (72.7)                      | 17.2 (63.0)                      | 10.6 (51.1)                      | 2.8 (37.0)                       | −3.6 (25.5)                      | 8.8 (47.9)                       |
| 历史最低温 °C（°F）              | −17.6 (0.3)                      | −20.2 (−4.4)                     | −8.9 (16.0)                      | −2 (28)                          | 3.8 (38.8)                       | 10.6 (51.1)                      | 14.8 (58.6)                      | 14.6 (58.3)                      | 7.9 (46.2)                       | −1.5 (29.3)                      | −10.3 (13.5)                     | −16.4 (2.5)                      | −20.2 (−4.4)                     |
| 平均降水量 mm（）                | 5.5 (0.22)                       | 8.8 (0.35)                       | 12.5 (0.49)                      | 24.4 (0.96)                      | 39.9 (1.57)                      | 75.1 (2.96)                      | 160.3 (6.31)                     | 133.5 (5.26)                     | 45.9 (1.81)                      | 31.5 (1.24)                      | 14.9 (0.59)                      | 7.0 (0.28)                       | 559.3 (22.04)                    |
| 平均降水天数（≥ 0.1 mm）         | 2.7                              | 3.5                              | 4.0                              | 4.9                              | 5.7                              | 8.0                              | 11.8                             | 9.8                              | 5.9                              | 5.5                              | 4.4                              | 3.3                              | 69.5                             |
| 来源：中国天气网                 |                                  |                                  |                                  |                                  |                                  |                                  |                                  |                                  |                                  |                                  |                                  |                                  |                                  |

## 政治

### 现任领导
| 机构     | · 中国共产党 · 东营市委员会 | 东营市人民代表大会 常务委员会 | 东营市人民政府    | · 中国人民政治协商会议 · 东营市委员会 |
| 职务     | 书记                        | 主任                          | 市长              | 主席                                  |
| -------- | --------------------------- | ----------------------------- | ----------------- | ------------------------------------- |
| 姓名     | 杨国强                      | 杨国强                        | 陈必昌            | 刘美华（女）                          |
| 民族     | 汉族                        | 汉族                          | 汉族              | 汉族                                  |
| 籍贯     | 山东省烟台市                | 山东省烟台市                  | 福建省漳平市      | 山东省广饶县                          |
| 出生日期 | 1970年1月（55歲）           | 1970年1月（55歲）             | 1977年7月（47歲） | 1966年3月（58—59歲）                  |
| 就任日期 | 2022年1月                   | 2022年12月                    | 2020年9月         | 2022年2月                             |

### 历任领导
| 市委书记 - 李晔（1983年10月－1989年3月） - 李敬（1989年3月－1989年8月） - 周永康（1989年8月－1990年6月） - 陆人杰（1990年6月－1992年12月） - 李殿魁（1992年12月－1995年11月） - 国家森（1995年11月－2001年1月） - 石军（2001年1月－2006年10月） - 张秋波（2006年10月－2011年12月） - 姜杰（2011年12月－2013年7月） - 刘士合（2013年7月－2015年1月） - 申长友（2015年1月－2018年3月） - 李宽端（2018年5月－2022年1月） - 杨国强（2022年1月－） | 市长 - 成师农（1983年10月－1984年4月） - 唐生海（1984年4月－1988年1月） - 李殿魁（1988年1月－1993年3月） - 张庆黎（1993年3月－1995年3月） - 阎启俊（1995年3月－1997年12月） - 石军（1997年12月－2001年1月） - 张秋波（2001年1月－2006年9月） - 张建华（2006年9月－2011年1月） - 姜杰（2011年1月－2011年12月） - 申长友（2011年12月－2015年1月） - 赵豪志（2015年1月－2018年10月） - 赵志远（2018年10月－2020年9月） - 陈必昌（2020年9月－） |

### 行政区划
东营市现辖3个市辖区、2个县。
- 市辖区：河口区、东营区、垦利区
- 县：利津县、广饶县

## 人口
2022年末，東營市常住人口220.9万人，比上年末增加1.4万人。常住人口城镇化率71.81%，比上年末提高0.3个百分点。年末户籍人口197.78万人。其中，0-17岁人口37.09万人，18-59岁人口116.08万人，60岁及以上人口44.61万人。
根据2020年第七次全国人口普查，全市常住人口为2,193,518人。同第六次全国人口普查的2,035,338人相比，十年共增加了158,180人，增长7.77%，年平均增长率为0.75%。其中，男性人口为1,105,555人，占总人口的50.4%；女性人口为1,087,963人，占总人口的49.6%。总人口性别比（以女性为100）为101.62。0－14岁的人口为380,498人，占总人口的17.35%；15－59岁的人口为1,365,798人，占总人口的62.27%；60岁及以上的人口为447,222人，占总人口的20.39%，其中65岁及以上的人口为340,201人，占总人口的15.51%。居住在城镇的人口为1,567,251人，占总人口的71.45%；居住在乡村的人口为626,267人，占总人口的28.55%。
根据2010年第六次全国人口普查，全市常住人口为203.53万人，与第五次全国人口普查相比，十年共增加了24.23万人。增长13.51%，年均增长1.28%。其中，男性为103.08万人，占总人口的50.65%；女性为100.45万人，占总人口的49.35%，总人口性别比（以女性为100）为102.62。0－14岁的人口为31.69万人，占15.57%，15－64岁的人口为153.70万人，占75.52%；65岁及以上的人口为18.14万人，占8.91%。

### 民族
全市常住人口中，汉族人口为2,182,538人，占99.5%；各少数民族人口为10,980人，占0.5%。与2010年第六次全国人口普查相比，汉族人口增加154,086人，增长7.6%，占总人口比例下降0.16个百分点；各少数民族人口增加4,094人，增长59.45%，占总人口比例增加0.16个百分点。

## 交通

### 城市交通
东营市内道路开阔，市区道路两旁有较为宽广的人行道与公共绿地，临近建筑的人行步道宽度在5-7米，而且多高出地面20-50厘米，其中均规划有免费的公共停车场，市内泊车较为方便。东营市公共交通系统为公交车，购票方式包括现金、IC卡、微信支付、支付宝、银联卡云闪付及全国交通联合卡，较为方便。

### 高速公路
由山东东部威海至乌海高速公路在东营市南广饶县与东营至青州高速公路（ 威乌高速/ 长深高速/沿海高速共用路段）汇合，纵穿东营市中心地区，到达北部的垦利县城，在黄河北岸分为 威乌高速公路及东港高速公路，在东营境内的高速公路从北部的东营港纵穿到南部并与济南至青岛的济青高速公路连接。通过高速公路在5小时内可以到达山东半岛的大部分城市。
- 220国道、 340国道0公里起点。
- 228国道过境。

### 铁路
东营站为淄东铁路上的三等站，也是该铁路的终点站。横贯东营的德大铁路已于2015年建成通车，在东营设有东营南站等三个中间站，并与淄东铁路设有联络线。目前，东营开行有往返北京、济南、滨州等地的客运列车。

### 航空

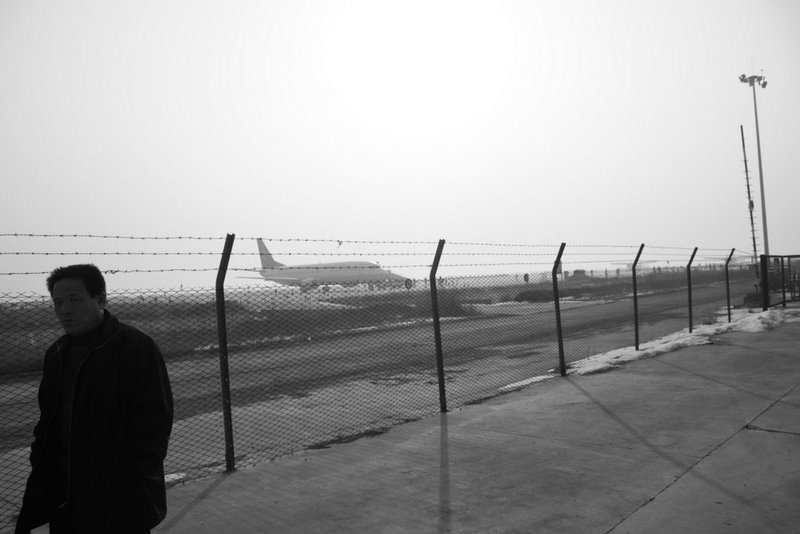
冬季的东营机场

东营胜利机场位于东营市区的东北部永安镇境内，距离市区9公里左右，距离东营市市中心25公里左右。机场自1985年起归属胜利石油管理局及济南军区，自2001年起管理局及军区不再使用并开始服务旅客。目前，机场开通了至北京、上海、深圳、杭州、西安、成都、郑州、武汉、天津、宁波、大连、佛山等地的往返航班。
2016年，中国商飞的东营试飞基地落成，主要负责C919和ARJ21项目的试飞工作。另外东营机场内有小型飞机租赁公司，旅客可以在这里学习飞行或者租赁小型飞机。
东营市区有182路公共汽车前往东营胜利机场，在市公交公司北和胜利机场之间来回行驶。东营市区每日有10班以上前往济南遥墙国际机场的公共汽车，7班前往青岛流亭国际机场的汽车，另有在航班起飞前开往机场的机场巴士。
垦利区黄河口镇另有一座农业机场，跑道较短（仅适用运5型飞机起降）。主要用于防治蝗虫，观光，以及运输农业物资而用。

### 港口
东营港是东营市的主要港口，主要承担本区物资的海上运输任务，同时还开有客运航线。2013年，东营市水路客运量66万人，水路货运量177万吨，港口货物吞吐量达1420万吨。2016年货物吞吐量达4300万吨。
此外，东营市还有一些渔港，例如广利渔港，红光渔港。

## 经济
东营市为胜利油田所在地，以石油为主的工业包括石油开采、制造和化工业初具规模，服务业、信息技术、中小型民营企业等发展水平较低。石油化工、轮胎制造、纺织已形成完整的产业链，铜冶炼、食盐生产、造纸、机械、建筑材料、食用油、饲料生产在中国内地占有较大比重。
2010年，全市地区生产总值2,359.94亿元（348.61亿美元），居内地城市（含直辖市）第45位；其中工业增加值达到1,612.02亿元（238.13亿美元），占GDP比重达到68.31%；人均GDP为116,448元（17,202美元），居内地城市的第4位。地方财政总收入104.88亿元，城镇居民人均可支配收入23,796元（3,515美元），农村居民人均纯收入7,938元（1,173美元）。
辖区内全年原油产量2,743.52万吨，占内地当年产量的13.51%；天然气产量5.08亿立方米。主要工业品中，布产量达到7.69亿米，占内地当年产量的0.96%；精炼铜产量20.69万吨，占内地当年产量的4.51%；食用植物油产量44.22万吨，占内地当年产量的1.14%；轮胎产量4,135.09万条。
| 东营市2010年主要经济指标 |                |              |              |              |                 |                 |               |                      |                          |                      |
| 区县                     | GDP (亿元本币) | GDP (亿美元) | GDP 比重 (%) | GDP 增幅 (%) | 人均 GDP (本币) | 人均 GDP (美元) | 人均 增幅 (%) | 地方财 政收入 (亿元) | 城镇居民 人口可支 配收入 | 农村居 民人均 纯收入 |
| 总计                     | 2,359.94       | 348.61       | 100          | 13.4         | 116,448         | 17,202          | 12.5          | 104.88               | 23,796                   | 7,938                |
| 东营区                   | 234.39         | 34.62        | 9.93         | 17.0         | 95,513          | 14,109          | 16.0          | 16.78                | 24,097                   | 8,395                |
| 河口区                   | 141.27         | 20.87        | 5.99         | 17.2         | 137,558         | 20,320          | 16.9          | 7.65                 | 22,464                   | 7,744                |
| 垦利区                   | 220.28         | 32.54        | 9.33         | 17.3         | 95,401          | 14,093          | 16.4          | 9.20                 | 21,083                   | 8,078                |
| 利津县                   | 143.79         | 21.24        | 6.09         | 17.2         | 48,180          | 7,117           | 16.9          | 4.69                 | 19,111                   | 7,087                |
| 广饶县                   | 459.48         | 67.88        | 19.47        | 17.0         | 92,652          | 13,687          | 16.6          | 16.75                | 21,247                   | 8,271                |

## 环境保护
由于开发无度，东营市的生态环境质量相比过去已严重退化。包括空气质量、饮用水源等污染较为严重，也是中国冬季雾霾最为严重的城市之一。市区人为的光污染（夜间）、扬尘（例如建筑地区不对渣土等废料采取覆盖等措施）现象等较为普遍。

## 社会文化

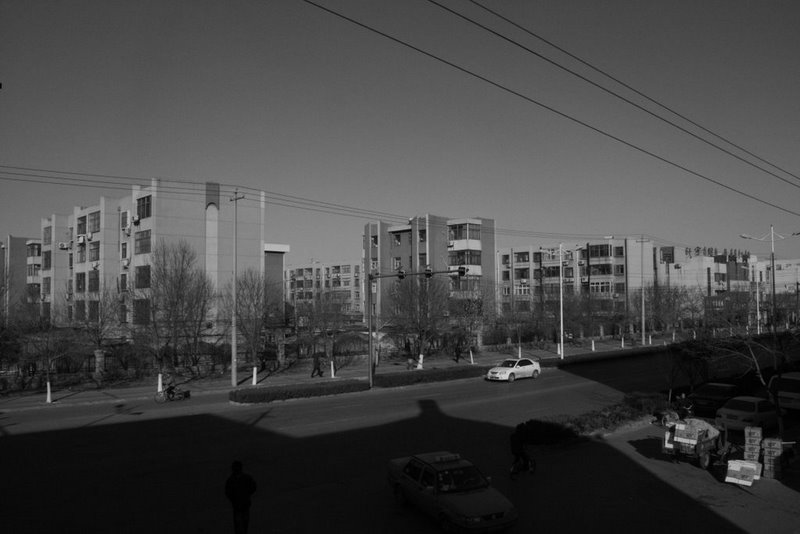
一条城市道路将两座社区分割开

六户镇民间的“打老虎”戏十分具有地方特色。

### 新闻媒体
东营市由于是胜利油田所在地，所以同时有两套的新闻媒体：东营市市属的东营日报、东营电视台；而胜利油田的胜利日报、 胜利油田电视台，主要面向胜利油田职工和家属。

### 高等教育
- 山东石油化工学院[20]
- 东营职业学院
- 东营市技师学院

### 医疗
市内主要医院有位于西城中心城区的胜利油田中心医院、东营区人民医院、鸿港医院，位于东城的东营市人民医院、东营市儿童医院，位于八分场地区的胜利油田胜利医院。

### 科技
胜利油田的许多科研单位有一定的科技基础设施和发展能力，根据2007年6月公布的全球高性能计算排行榜TOP500，胜利油田物探研究院的高性能计算系统（超级计算机），以每秒18.60万亿次浮点运算的实测LINPACK峰值位列全球第43，成为当时中国大陆运算速度与信息处理能力最高的计算系统。

## 旅游

### 旅游景点
黄河经东营流入大海，每年大量的黄河泥沙淤积产生新的土地，形成了东营优美的自然景观。胜利油田高大的钻井机塔和众多的磕头式采油机形成了东营市独特的人文景观。
- 天鹅湖
- 东营村
- 垦利黄河入海口
- 东营市森林乐园
- 东营市植物园
- 东营市园博园
- 孙武祠
- 清风湖公园
- 黄河三角洲动物园
- 中共刘集党支部旧址纪念馆

### 博物馆
- 东营市历史博物馆
- 东营市黄河口湿地博物馆

### 酒店
由于与各大城市公务往来密切的原因之一东营市区有多座豪华饭店及快捷旅舍。其中较为著名的有：东胜大厦、蓝海国际大酒店、大明大厦、新悦大酒店、黄河饭店、如家酒店。拥有高空旋转餐厅2家，分别是位于胜利电视塔的胜利电视塔观光层及济南路的新悦饭店。此外还有类似“胜利宾馆”及“东营宾馆”的园林饭店。广饶县比较著名的有宇通尊悦大酒店、广饶蓝海大饭店、广饶金岭国际大酒店、孙武湖温泉度假酒店。而垦利、利津县的住宿饭店较少，但其距离东营市区的车程都不超过1个小时。因此较多旅客选择在东营市区的饭店居住。

### 商业
东营市的商业较发达，商业机构众多。市区的济南路为最主要的商业地段，集中了市区内的重要大型商业机构。自济南路西段往东依次有东营市百货大楼、利群商厦、供销商场、商业大厦、振华商厦、银座商厦。青岛路则集中了许多的餐饮机构，夜生活丰富。

### 地方特产
东营市紧临渤海，又是黄河入海之地，物产丰富。地方特产有：黄河刀鱼、黄河口大米、中华绒螯蟹、渤海湾虾皮、渤海大对虾、广饶肴驴肉、河口冬枣、中国毛笔四大名笔之一的齐笔、佛头黑陶等。

### 美食
东营的饮食因为受黄河与渤海的共同影响，逐渐形成了有自己地方特色的美食，典型代表有：广饶肴驴肉、利津水煎包、北岭丸子、孤岛鲜鱼汤、黄河口大闸蟹

### 体育活动
- 高尔夫运动：东营市区南部建设有一座高尔夫球场并对外开放。
- 东营黄河口国际马拉松赛开始于2008年，一般在每年的5月份举行，现为国家承认的马拉松积分赛事。

## 全国重点文物保护单位
- 广饶关帝庙大殿
- 傅家遗址
- 五村遗址
- 南河崖盐业遗址群

## 姊妹城市
- 美国德克萨斯州米德兰市
- 江原道三陟市
- 法國东比利牛斯省
- 德国巴伐利亚州巴特基辛根市